# Vedat de la Grisa
El Vedat de la Grisa és un paratge, antic vedat de caça, del municipi de Castell de Mur, al Pallars Jussà, a l'antic terme de Mur, en terres del poble de Miravet.
Està situat al nord de la Grisa, a ponent de la Roca de la Quadra i al sud de la Cornassa, sota l'extrem sud-oriental de la Serra del Meüll. Pel seu costat de llevant discorre el Camí de Sellamana.